# Discografia di Jony
La discografia di Jony, cantante russo, è costituita da due album in studio, oltre quaranta singoli e oltre dieci video musicali.

## Album in studio
| Anno | Titolo e dettagli | Classifiche | Classifiche | Classifiche |
| Anno | Titolo e dettagli | EST         | LVA         | LTU         |
| --- | --- | ----------- | ----------- | ----------- |
| 2019 | Spisok tvoich myslej - Pubblicato: 21 giugno 2019 - Etichetta: Zhara, Raava - Formato: Download digitale, streaming      | 33          | 6           | 77          |
| 2022 | Ne iščite vo mne žanry - Pubblicato: 2 dicembre 2022 - Etichetta: autopubblicato - Formato: Download digitale, streaming | ×           | —           | 56          |
| "—" indica una pubblicazione non classificata in quel paese. "×" indica una classifica non esistente o non pubblicata. | |             |             |             |

## Extended play
| Anno | Titolo e dettagli                                                                                               |
| ---- | --- |
| 2020 | Nebesnye rozy - Pubblicato: 21 agosto 2020 - Etichetta: Atlantic Russia - Formato: Download digitale, streaming |
| 2024 | Epic - Pubblicato: 31 maggio 2024 - Etichetta: S&P - Formato: Download digitale, streaming                      |

## Singoli

### Come artista principale
| Anno | Titolo                                              | Classifiche | Classifiche | Classifiche | Classifiche | Classifiche | Classifiche | Classifiche | Album di provenienza   |
| Anno | Titolo                                              | RUS         | BLR         | EST         | KAZ         | LVA         | LTU         | MDA         | Album di provenienza   |
| --- | --------------------------------------------------- | ----------- | ----------- | ----------- | ----------- | ----------- | ----------- | ----------- | ---------------------- |
| 2018 | Gustoj stakan                                       | —           | ×           | —           | ×           | —           | —           | ×           | /                      |
| 2018 | Frendzona                                           | —           | ×           | —           | ×           | —           | —           | ×           | /                      |
| 2019 | Zvezda                                              | —           | ×           | —           | ×           | —           | —           | ×           | Spisok tvoich myslej   |
| 2019 | Alleja                                              | 5           | ×           | —           | 193         | —           | —           | ×           | Spisok tvoich myslej   |
| 2019 | Bez tebja ja ne ja (con HammAli & Navai)            | —           | ×           | —           | ×           | —           | —           | ×           | Spisok tvoich myslej   |
| 2019 | Kometa                                              | 38          | 177         | —           | 53          | 17          | —           | 64          | /                      |
| 2020 | Madam (con Andro)                                   | —           | ×           | —           | ×           | —           | —           | ×           | /                      |
| 2020 | Ty bespoščadna                                      | 67          | ×           | —           | ×           | —           | —           | ×           | /                      |
| 2020 | Pustota                                             | —           | ×           | —           | ×           | —           | —           | ×           | /                      |
| 2021 | Padaju - pojmaj                                     | —           | ×           | ×           | ×           | —           | —           | ×           | /                      |
| 2021 | Lilii (con Mot)                                     | —           | ×           | ×           | ×           | —           | —           | ×           | /                      |
| 2021 | Kamnepad                                            | —           | ×           | ×           | ×           | —           | —           | ×           | /                      |
| 2021 | Kamin (con Emin)                                    | 150         | ×           | ×           | ×           | —           | —           | ×           | 44                     |
| 2021 | Blue Eyes                                           | —           | ×           | ×           | ×           | —           | —           | ×           | /                      |
| 2021 | Boss (con The Limba)                                | —           | ×           | ×           | ×           | —           | —           | ×           | /                      |
| 2021 | Naverno, ty menja ne pomniš' (con HammAli)          | —           | ×           | ×           | ×           | —           | —           | ×           | Ne iščite vo mne žanry |
| 2021 | Ujdeš' (con Rachim)                                 | —           | ×           | ×           | ×           | —           | —           | ×           | /                      |
| 2022 | Titry                                               | 5           | 52          | ×           | 106         | —           | —           | 4           | Ne iščite vo mne žanry |
| 2022 | Davaj na ty                                         | 57          | 131         | ×           | ×           | —           | —           | ×           | /                      |
| 2022 | Lunnaja noč' (con Emin)                             | —           | ×           | ×           | ×           | —           | —           | ×           | 44                     |
| 2022 | Nikak                                               | 24          | ×           | 65          | 35          | —           | —           | 1           | Ne iščite vo mne žanry |
| 2022 | Kak ljubov' tvoju ponjat'? (con Anna Asti)          | 59          | 172         | 63          | ×           | —           | 49          | 6           | Ne iščite vo mne žanry |
| 2022 | Novogodnjaja pesnja (con The Limba, Egor Krid e A4) | —           | ×           | ×           | ×           | —           | —           | ×           | /                      |
| 2023 | Zavorožënnyj                                        | —           | —           | —           | —           | —           | —           | —           | /                      |
| 2023 | Leto i točka                                        | —           | —           | —           | —           | —           | —           | —           | /                      |
| 2023 | Ne smogu zabyt'                                     | 52          | 171         | —           | 58          | —           | —           | 96          | /                      |
| 2023 | Ja budu zdes'                                       | —           | —           | —           | —           | —           | —           | —           | /                      |
| 2023 | Fotoplenka                                          | —           | —           | —           | —           | —           | —           | —           | /                      |
| 2023 | Volen                                               | —           | —           | —           | —           | —           | —           | —           | /                      |
| 2024 | Isčezaj krasivo (con Roman Bestseller)              | —           | —           | —           | —           | —           | —           | —           | /                      |
| 2024 | Mne ne bol'no                                       | 24          | 75          | —           | 18          | —           | —           | —           | /                      |
| 2024 | Dym (con Egor Krid)                                 | 168         | —           | —           | —           | 14          | —           | 14          | Men'še čem tri         |
| 2024 | Reki veli                                           | 109         | —           | —           | 35          | —           | —           | —           | Epic                   |
| 2024 | Požar                                               | —           | —           | —           | —           | —           | —           | —           | Epic                   |
| 2024 | Na ulicah Baku (con Natia Rigvava)                  | —           | —           | —           | —           | —           | —           | —           | /                      |
| 2024 | Reveli livni                                        | —           | —           | —           | —           | —           | —           | —           | /                      |
| 2025 | Deja Vu                                             | —           | —           | —           | —           | —           | —           | —           | /                      |
| 2025 | Uchodi uchodi (Boro Boro) (con Arash)               | 11          | 71          | —           | 13          | —           | —           | 5           | /                      |
| 2025 | Leču                                                | 56          | —           | —           | —           | —           | —           | —           | /                      |
| "—" indica una pubblicazione non classificata in quel paese. "×" indica una classifica non esistente o non pubblicata. |                                                     |             |             |             |             |             |             |             |                        |

### Come artista ospite
| Anno | Titolo                    | Album di provenienza |
| ---- | ------------------------- | -------------------- |
| 2019 | Krossy (Elman feat. Jony) | /                    |

## Altri brani entrati in classifica
| Anno | Titolo               | Classifiche | Classifiche | Classifiche | Classifiche | Classifiche | Classifiche | Classifiche | Certificazioni        | Album di provenienza |
| Anno | Titolo               | RUS         | BLR         | EST         | GRC         | KAZ         | LVA         | MDA         | Certificazioni        | Album di provenienza |
| --- | -------------------- | ----------- | ----------- | ----------- | ----------- | ----------- | ----------- | ----------- | --------------------- | -------------------- |
| 2019 | Love Your Voice      | —           | ×           | ×           | 17          | ×           | —           | ×           | - GRC: Oro - POL: Oro | Spisok tvoich myslej |
| 2019 | Lali                 | —           | ×           | ×           | —           | ×           | 67          | ×           |                       | Spisok tvoich myslej |
| 2020 | Lollipop (con Gafur) | 115         | ×           | ×           | —           | ×           | —           | ×           |                       | Kalejdoskop          |
| 2020 | Ty pari              | 29          | ×           | ×           | —           | ×           | —           | 149         |                       | Nebesnye rozy        |
| 2020 | A za oknom doždi     | 199         | ×           | ×           | —           | ×           | —           | ×           |                       | Nebesnye rozy        |
| 2020 | Mir sosël s uma      | 189         | ×           | ×           | —           | ×           | —           | ×           |                       | Nebesnye rozy        |
| 2021 | Balkon (con Elman)   | 65          | ×           | ×           | —           | ×           | —           | ×           |                       | Muza                 |
| 2023 | Vozdušnyj sarafan    | 9           | 38          | 16          | —           | 1           | —           | 13          |                       | Leto i točka         |
| "—" indica una pubblicazione non classificata in quel paese. "×" indica una classifica non esistente o non pubblicata. |                      |             |             |             |             |             |             |             |                       |                      |

## Video musicali
| Anno | Titolo                                     | Regista           |
| ---- | ------------------------------------------ | ----------------- |
| 2019 | Alleja                                     | —                 |
| 2019 | Kometa                                     | Jandos Tungişbaev |
| 2021 | Boss (con The Limba)                       | Rustam Romanov    |
| 2021 | Naverno, ty menja ne pomniš' (con HammAli) | Judžin            |
| 2022 | Lunnaja noč' (con Emin)                    | Samir Tachirov    |
| 2022 | Nikak                                      | Genrich Meder     |
| 2022 | Kak ljubov' tvoju ponjat'? (con Anna Asti) | Alexey Good       |
| 2023 | Vozdušnyj sarafan                          | Anton Men'šikov   |
| 2023 | Volen                                      | Genrich Meder     |
| 2024 | Mne ne bol'no                              | Ėl'vin Fomin      |
| 2024 | Dym (con Egor Krid)                        | Ėl'vin Fomin      |